# 대접벌레속
대접벌레속(Arcella)은 유각변형충목에 속하는 아메바류 속의 하나이다. 민물과 이끼, 드물게 흙 속에서 주로 발견된다. 가장 큰 유각아메바 속 중의 하나이다.

## 하위 종
- A. artocrea
- 각진모자벌레 (A. bathystoma)
- 뿔대접벌레 (A. dentata)
- 접시벌레 (A. discoides)
- 꼬마모자벌레 (A. gibbosa)
- A. hemisphaerica
- A. mitrata
- 다공접시벌레 (A. polypora)
- 대접벌레 (A. vulgaris)